# Distretto di Hazrati Sultan
Il distretto di Hazrati Sultan è un distretto dell'Afghanistan appartenente alla provincia del Samangan.